# Чемпіонат світу з гірськолижного спорту 2015
Чемпіонат світу з гірськолижного спорту 2015 проходив з 2 по 15 лютого на гірськолижних курортах Бівер-Крик та Вейл поблизу міста Вейл в американському штаті Колорадо. До програми чемпіонату входили 5 змагань для чоловіків та 5 для жінок, а також командне змагання.

## Чемпіони та призери

### Медальний залік
| Місце  | Країна    | Золото | Срібло | Бронза | Загалом |
| ------ | --------- | ------ | ------ | ------ | ------- |
| 1      | Австрія   | 5      | 3      | 1      | 9       |
| 2      | США       | 2      | 1      | 2      | 5       |
| 3      | Словенія  | 2      | 1      | 0      | 3       |
| 4      | Франція   | 1      | 0      | 2      | 3       |
| 4      | Швейцарія | 1      | 0      | 2      | 3       |
| 6      | Німеччина | 0      | 2      | 1      | 3       |
| 7      | Канада    | 0      | 2      | 0      | 2       |
| 8      | Швеція    | 0      | 1      | 2      | 3       |
| 9      | Норвегія  | 0      | 1      | 0      | 1       |
| 10     | Чехія     | 0      | 0      | 1      | 1       |
| Всього | Всього    | 11     | 11     | 11     | 33      |

- Країна-господар підсвітлена.

### Чоловіки
| Event              | Золото                   | Золото  | Срібло                  | Срібло  | Бронза                     | Бронза  |
| ------------------ | ------------------------ | ------- | ----------------------- | ------- | -------------------------- | ------- |
| Швидкісний спуск   | Патрік Кюнг Швейцарія    | 1:43.18 | Тревіс Генонг США       | 1:43.42 | Беат Фойц Швейцарія        | 1:43.49 |
| Супергігант        | Ганнес Райхельт Австрія  | 1:15.68 | Дастін Кук Канада       | 1:15.79 | Адрієн Тео Франція         | 1:15.92 |
| Гігантський слалом | Тед Лігеті США           | 2:34.16 | Марсель Гіршер Австрія  | 2:34.61 | Алексі Пентюро Франція     | 2:35.04 |
| Слалом             | Жан-Батіст Гранж Франція | 1:57.47 | Фріц Допфер Німеччина   | 1:57.82 | Фелікс Нойройтер Німеччина | 1:58.02 |
| Суперкомбінація    | Марсель Гіршер Австрія   | 2:36.10 | К'єтіль Янсруд Норвегія | 2:36.29 | Тед Лігеті США             | 2:36.40 |

### Жінки
| Event              | Золото                 | Золото  | Срібло                        | Срібло  | Бронза                          | Бронза  |
| ------------------ | ---------------------- | ------- | ----------------------------- | ------- | ------------------------------- | ------- |
| Швидкісний спуск   | Тіна Мазе Словенія     | 1:45.89 | Анна Феннінгер Австрія        | 1:45.91 | Лара Гут Швейцарія              | 1:46.23 |
| Супергігант        | Анна Феннінгер Австрія | 1:10.29 | Тіна Мазе Словенія            | 1:10.32 | Ліндсей Вонн США                | 1:10.44 |
| Гігантський слалом | Анна Феннінгер Австрія | 2:19.16 | Вікторія Ребенсбург Німеччина | 2:20.56 | Джессіка Лінделл-Вікарбю Швеція | 2:20.65 |
| Слалом             | Мікейла Шиффрін США    | 1:38.48 | Фріда Гансдоттер Швеція       | 1:38.82 | Шарка Страхова Чехія            | 1:39.25 |
| Суперкомбінація    | Тіна Мазе Словенія     | 2:33.37 | Ніколь Госп Австрія           | 2:33.59 | Міхаела Кірхгассер Австрія      | 2:33.72 |

### Командні змагання
| Event             | Золото | Золото | Срібло                                                                                             | Срібло                                                                                             | Бронза | Бронза |
| ----------------- | --- | --- | -------------------------------------------------------------------------------------------------- | -------------------------------------------------------------------------------------------------- | --- | --- |
| Командні змагання | Австрія Ева-Марія Брем Міхаела Кірхгассер Марсель Гіршер Крістоф Незіг запасні: Ніколь Госп, Філіпп Шерггоффер | Австрія Ева-Марія Брем Міхаела Кірхгассер Марсель Гіршер Крістоф Незіг запасні: Ніколь Госп, Філіпп Шерггоффер | Канада Кендіс Кроуфорд Ерін Мілжинскі Філ Браун Тревор Філп запасні: Марі-П'єр Префонтен, Ерік Рід | Канада Кендіс Кроуфорд Ерін Мілжинскі Філ Браун Тревор Філп запасні: Марі-П'єр Префонтен, Ерік Рід | Швеція Марія П'єтіла Гольмнер Анна Свенн-Ларссон Маттіас Гаргін Андре Мюрер запасні: Сара Гектор, Маркус Ларссон | Швеція Марія П'єтіла Гольмнер Анна Свенн-Ларссон Маттіас Гаргін Андре Мюрер запасні: Сара Гектор, Маркус Ларссон |